# Movelier
Movelier (hist. Moderswiler, Moderschwill) − miejscowość i gmina w Szwajcarii, w kantonie Jura, w okręgu Delémont. 

## Demografia
W Movelier mieszka 415 osób. W 2020 roku 8,2% populacji gminy stanowiły osoby urodzone poza Szwajcarią. 